# Валье (лунный кратер)
Кратер Валье (лат. Valier) — большой ударный кратер находящийся в экваториальной области обратной стороны Луны. Название присвоено в честь австрийского пионера ракетной техники, одного из основателей германского Общества межпланетных сообщений Макса Валье (1895—1930) и утверждено Международным астрономическим союзом в 1970 г. Образование кратера относится к нектарскому периоду.

## Описание кратера
Ближайшими соседями кратера являются кратер Дюфе на западе; кратер Шаронов на севере-северо-западе; кратер Шафарик на северо-востоке; кратер Тизелиус на востоке и кратер Кориолис на юго-западе. Селенографические координаты центра кратера 6°39′ с. ш. 174°16′ в. д. / 6,65° с. ш. 174,26° в. д., диаметр 65,1 км, глубина 2,75 км.
Вал кратера умеренно разрушен, восточную часть вала перекрывает несколько мелких кратеров. Юго-восточная часть кратера перекрыта сателлитным кратером Валье J (см. ниже). Высота вала над окружающей местностью 1260 м, объем кратера составляет приблизительно 4000 км³. Дно чаши кратера сравнительно ровное, отмечено несколькими мелкими кратерами.

## Сателлитные кратеры

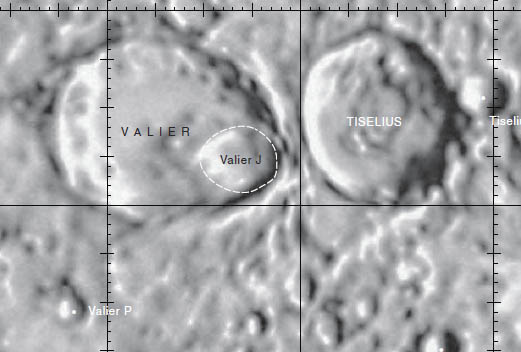
Фрагмент карты LAC-68.

| Валье | Координаты                                            | Диаметр, км |
| ----- | ----------------------------------------------------- | ----------- |
| J     | 6°11′ с. ш. 174°52′ в. д. / 6,19° с. ш. 174,86° в. д. | 28,4        |
| P     | 4°47′ с. ш. 173°30′ в. д. / 4,79° с. ш. 173,5° в. д.  | 6,8         |